# ویلیام آلوز (بازیکن فوتبال، زاده ۱۹۹۱)
ویلیام آلوز دی اولیویرا بازیکن فوتبال اهل برزیل است